# Паникер, Рахул
Рахул Алекс Паникер (англ. Rahul Alex Panicker; 19 октября 1980, Керала, Индия) — индийский предприниматель, президент и сооснователь Embrace Innovations и Embrace, организаций, занимающихся проблемами выживания недоношенных и слабых детей в развивающихся странах.

## Биография
Рахул Паникер родился в 1980 году в Мавеликаре, штат Керала, Индия. Посещал Indian Community School в Кувейте, Позже учился в Стэнфорде и Индийском технологическом институте в Мадрасе, получил докторскую степень по электротехнике. Некоторое время работал в компании Infinera, работающей в сфере волоконно-оптической связи.
В 2007 году во время учёбы в Стэнфорде Паникер и несколько других студентов получили задание разработать детский инкубатор, пригодный к использованию в странах третьего мира. Получившийся проект оказался прост в использовании, не требовал электричества и стоил в 100 раз меньше, чем традиционный инкубатор. После завершения учёбы они основали компании Embrace и Embrace Innovation, первая — некоммерческая организация, жертвующая инкубаторы в клиники особенно бедный районов, вторая продаёт их тем клиникам, которые могут себе из позволить. Благодаря такой гибридной структуре ведения бизнеса компания надеется в будущем обеспечить инкубаторами всех нуждающихся.
В 2013 году Фонд социального предпринимательства Шваба признал Паникера одним из социальных предпринимателей года. В декабре того же года он вместе с другими основателями Embrace получил от журнала The Economist награду за социальные и экономические инновации.